# Хипофиза
Хипофизата (хипофизната жлеза) е малък ендокринен орган в човешкото тяло, разположен в sella turcica. Тя ръководи дейността на всички останали жлези в човешкото тяло, като оказва ефективен контрол върху тях. Самата хипофизна жлеза е съставена от две части: аденохипофиза (предна част) и неврохипофиза. Хипофизата се разполага в черепната кухина и чрез малък фуниевиден израстък се свързва с подхълмието. Има овална форма и тегло 0,5 g. Ширината ѝ е около 13 mm, а дължината – около 9 mm. Регулацията на секрецията на аденохипофизата и неврохипофизата се осъществява от подхълмието.

## Функционална морфология на хипофизата
Хипофизата е съставена от две различни в морфологично и функционално отношение части. Задната част, известна като неврохипофиза (НХВ), не е жлеза в истински смисъл на думата, защото не е изградена от жлезиста тъкан, докато предната част – аденохипофизата (АХВ), е един истински жлезист орган, изграден от три типа клетки: еозинофилни, базофилни и хромофобни, които произвеждат определени хормони.
Хипофизната жлеза е придатък на междинния мозък. Тя е разположена в непосредствена близост с хипоталамуса. Неврохипофизата се намира в контакт с хипоталамуса чрез множество нервни влакна, които преминават от предния хипоталамус към нея и образуват т.нар. хипоталамо-хипофизен тракт. Тези влакна са около 100 000 на брой. Те обуславят и регулират до голяма степен дейността на неврохипофизата.
Една морфологична и функционална особеност, която заслужава внимание, е кръвоснабдяването на аденохипофизата. То се осъществява от богатата съдова и лимфна мрежа, която започва от областта на aminentia mediana на средния хипоталамус и навлиза в аденохипофизата. Чрез това затворено кръвообращение, което е известно като хипофизна портална система, е възможно част от продуктите, които се произвеждат в предния, средния и задния хипоталамус, да достигнат до АХВ. В същото време продукти и от дейността на хипофизата могат да достигнат до хипоталамуса. Винаги трябва да се има предвид, че хипоталамо-хипофизната система е единна в морфологично и функционално отношение. Тя играе изключително важна роля в регулацията на редица вегетативни и соматични прояви на организма.

## Инервация на хипофизата
Инервацията на аденохипофизата има симпатиов характер. До нейните клетки достигат влакна от горния шиен симпатиков ганглий.

## Хормони на хипофизата
Известни са около десетина хормони на хипофизата. Една част от тях се произвеждат в аденохипофизата, а другата част се образува в хипопталамуса. но не се натрупва в неврохипофизата.

## Аденохипофизни хормони
Хормоните на предния хипофизен дял спадат към две фукционални групи. Едната от тях контролира дейността на други ендокринни жлези, които се означават като прицелни или таргетни. Тези хормони се наричат гландитропни. Втората група хормони осъществява своя ефект направо и се означават като едоктори.
Неврохипофизата служи като депо, където се складират хормоните получени в хипоталамуса – окситоцин и вазопресин.